# جو یون می (بازیکن فوتبال، زاده ۱۹۸۷)
جو یون می (انگلیسی: Jo Yun-mi؛ زادهٔ ۵ ژانویهٔ ۱۹۸۷) بازیکن فوتبال اهل کره شمالی است.
از باشگاه‌هایی که در آن بازی کرده‌است می‌توان به باشگاه فوتبال ۲۵ آوریل اشاره کرد.